# ACS FC Dinamo București
Asociația Club Sportiv Fotbal Club Dinamo București, cunoscută și ca ACS FC Dinamo București sau doar ACS FC Dinamo, este un club de fotbal din București, România, ce joacă în prezent în Liga a III-a.

## Istoric
În martie 2013, Nicolae Badea a vândut FC Dinamo 1948 omului de afaceri Ionuț Negoiță, compania care administra clubul, „ACS Dinamo București”, păstrând o participație de 7,03% în noua societate înființată de Negoiță. Patru ani mai târziu, în vara lui 2017, Badea a decis să înscrie ACS FC Dinamo București în Liga a IV-a București, cu Marin Dragnea ca antrenor principal. Echipa a terminat pe locul 4 în sezonul regulat și a ocupat locul 3 după runda de play-off a sezonului 2017–18.
În sezonul 2018–19, echipa a ocupat din nou locul 4 atât în sezonul regulat, cât și în play-off. Lotul a inclus foști jucători de primă ligă, Dacian Varga și Cristian Pulhac, cu Emil Ursu pe banca tehnică. În martie 2020, pandemia de COVID-19 a suspendat competiția, lăsând echipa pe locul 7 în sezonul 2019–20. Echipa a încheiat sezonul 2021–22 pe locul 8, primul sezon complet după pandemie.
În sezonul 2022–23, sub comanda fostului jucător de la Dinamo București, Andrei Cristea, echipa a terminat pe locul 1 în sezonul regulat, dar a coborât pe locul 2 la final de sezon, fiind depășită de fosta echipă de Liga I, Daco-Getica București.
În sezonul următor, sub conducerea lui Claudiu Ionescu, ACS Dinamo a încheiat sezonul regulat pe locul 3, în spatele echipelor Progresul 2005 București și CSU Știința București, pe care le-a depășit totuși în play-off, terminând pe primul loc. Ulterior, echipa a obținut promovarea după meciurile de baraj, disputate în dublă manșă, împotriva campioanei județului Ilfov, CSL Ștefănești, pe care le-a câștigat 6–5 la general, marcând golul decisiv în prelungiri.
În sezonul 2024–25 din Liga III, ACS Dinamo a început cu Mihai Iosif ca antrenor principal, însă acesta a fost înlocuit în decembrie, după un parcurs modest în Seria a V-a. Răzvan Lupu, fiul președintelui clubului și fost jucător de primă ligă Dănuț Lupu, a preluat conducerea. Echipa a încheiat sezonul regulat pe locul 9 și a urcat pe locul 7 după disputarea play-out-ului seriei, evitând retrogradarea la doar două puncte distanță.

## Stadion
Echipa își dispută meciurile de acasă pe Stadionul Romprim din București, deoarece Complexul Sportiv Dinamo, incluzând și Stadionul Florea Dumitrache pe care activa până acum, a fost închis începând cu 2024, în vederea renovării complexului și construirii unei noi arene. 

## Palmares
Liga a IV-a București
- Campioană (1): 2023–24
- Vicecampioană (1): 2022–23